# 大門一夫
大門 一夫（だいもん かずお、1918年 - 1992年）は日本の毛髪に関する著作家。
執筆のかたわらパーマ液や脱毛剤など戦後の美容科学の先駆者としての功績が高く、理美容師の育成にも努めた。

## 経歴
東京田端に生まれる。1941年　東京帝国大学医学部薬学科卒。1992年　急性肺炎のため死去(享年74)

## 著書
- 1953年　「コールドウェーブに関する12章」出版　※絶版
- 1964年　「毛髪とコールドウェーブガイド」出版　※絶版
- 1968年　「毛髪美容の科学(毛髪科学入門)」出版　※絶版
- 1970年　「毛髪百科」出版
- 1973年　「整肌の基礎知識」出版　※絶版
- 1975年　「実用頭髪の研究」出版　※絶版
- 1977年　J.B.Cアカデミーを設立
- 1978年　「毛髪大全科」出版
- 1980年　「ソワンエステティク入門」出版 「毛髪化粧品汎論」出版「美しい素肌づくり」出版　※絶版

- 1983年　「髪と肌の健康美容」出版　※絶版
- 1984年　「あなたの髪は必ず生える」出版　※絶版
- 1986年　「肌と髪の健康科学」出版
- 1987年　「素肌美人の化粧品チェック」出版